# Diecezja São Raimundo Nonato
Diecezja São Raimundo Nonato (łac. Dioecesis Raymundianus) – diecezja Kościoła rzymskokatolickiego w Brazylii. Należy do metropolii Teresina i wchodzi w skład regionu kościelnego Nordeste IV. Została erygowana przez papieża Jana XXIII bullą Cum venerabilis w dniu 17 grudnia 1960 jako prałatura terytorialna São Raimundo Nonato. W 1981 podniesiona do rangi diecezji.